# Ji-Hae Park

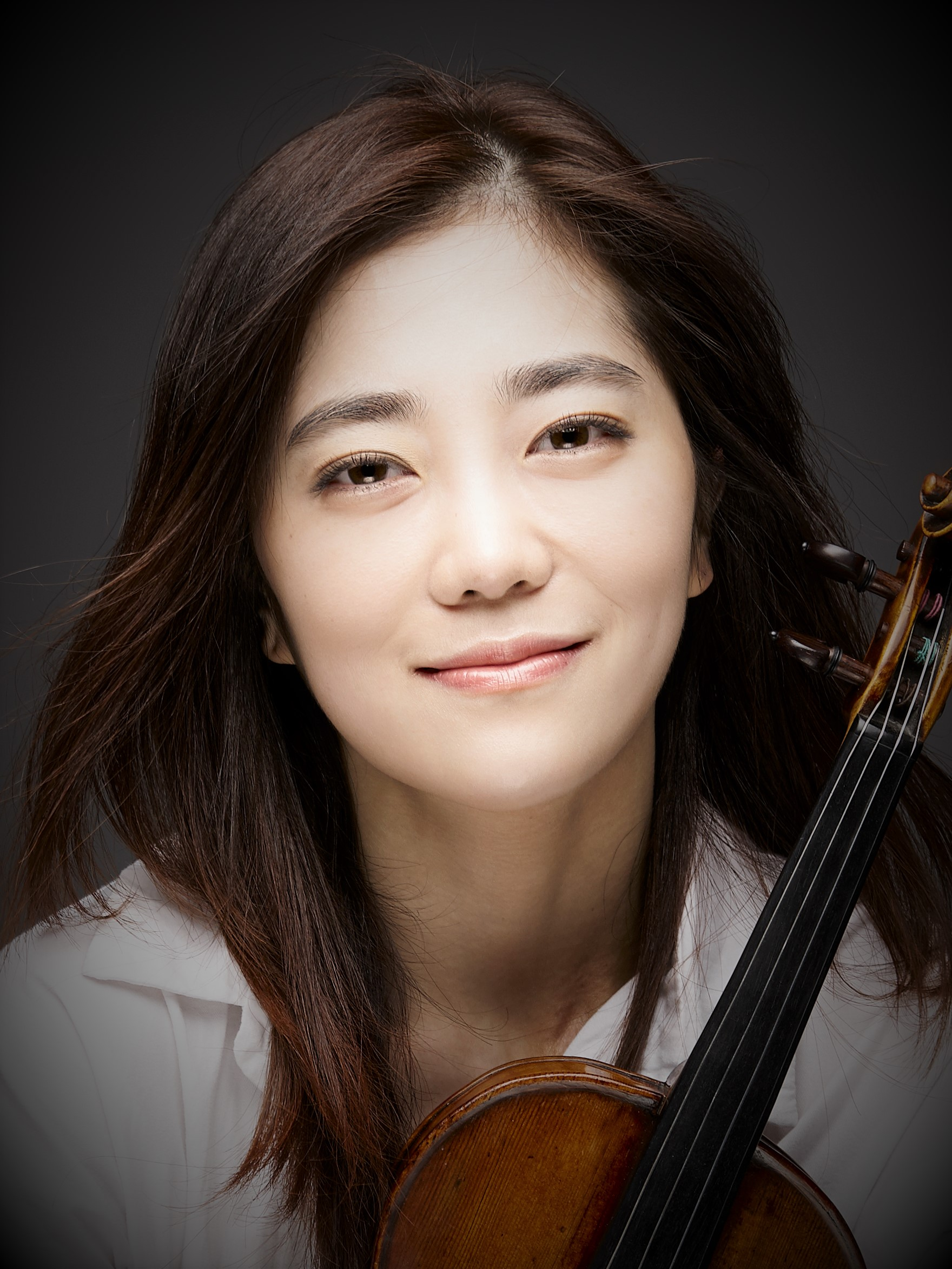
Ji-Hae Park

Ji-Hae Park (kor. 박지혜, * 1985 in Mainz) ist eine südkoreanische Violinistin.

## Leben
Park erhielt den ersten Geigenunterricht mit fünf Jahren bei ihrer Mutter. Mit 14 Jahren trat sie als Solistin des Mainzer Kammerorchester auf. Beim Bundeswettbewerb Jugend Musiziert wurde sie 2001 und 2002 mit einem ersten Preis ausgezeichnet. 2003 nahm sie ein Studium bei Ulf Hoelscher an der Hochschule für Musik Karlsruhe auf und wurde Stipendiatin der Zukunftsinitiative Rheinland-Pfalz. 2003 erhielt sie einen zweiten Preis und zwei weitere Sonderpreise beim Violinwettbewerb „Remember Enescu“ in Rumänien. Ab 2007 studierte sie bei Jaime Laredo an der Indiana University Bloomington.
2011 trat sie mit einem Violinabend in der Zankel Hall der Carnegie Hall auf. 2013 trat Park bei der TED-Konferenz in Long Beach auf und sprach über die Rolle der Musik für ihre psychische Gesundheit.
2013 nahm Park für Universal ein Album mit „Die vier Jahreszeiten“ von Vivaldi und anderen Werken der Barockliteratur im Rockstil auf. 2015 folgte bei Decca ein Album mit romantischen Violinsonaten. In Korea tritt sie auch in Kirchen auf und hat mehrere Alben mit christlicher Musik aufgenommen.
Park spielt auf einer Guarneri-Violine von 1735, einer Leihgabe der Deutschen Stiftung Musikleben. In ihrer Freizeit interessiert sie sich für Eishockey und war Ehrenbotschafterin der Olympischen Winterspiele 2018 in Pyeongchang.

## Diskographie (Auswahl)
- Ji-Hae Park: Baroque In Rock. Universal, 2013.
- Ji-Hae Park, Simon Lepper (Klavier): Beethoven Schubert Brahms: Violin Sonatas. Decca, 2015.